# Xã Ridgeville, Quận Henry, Ohio
Xã Ridgeville (tiếng Anh: Ridgeville Township) là một xã thuộc quận Henry, tiểu bang Ohio, Hoa Kỳ. Năm 2010, dân số của xã này là 1.091 người.